# Taça de Portugal 1944/45
Die Taça de Portugal 1944/45 war die siebte Austragung des portugiesischen Pokalwettbewerbs. Er wurde vom portugiesischen Fußballverband ausgetragen. Das Finale fand am 1. Juli 1945 im Estádio José Manuel Soares von Lissabon statt. Pokalsieger wurde Sporting Lissabon.
Bis zum Halbfinale wurden alle Begegnungen in Hin- und Rückspiel ausgetragen. Bei Gleichstand in den beiden Spielen gab es ein Entscheidungsspiel.

## Teilnehmende Teams
| Primeira Divisão (10) | Segunda Divisão (6)                                                                |
| --- | ---------------------------------------------------------------------------------- |
| - Académica de Coimbra - Belenenses Lissabon - Benfica Lissabon - GD Estoril Praia - SC Olhanense - FC Porto - SC Salgueiros - Sporting Lissabon - Vitória Guimarães - Vitória Setúbal | - Atlético CP - Boavista Porto - SL Elvas - Luso Beja - UD Oliveirense - CF Unidos |

## Achtelfinale
|                     | Gesamt |                      | Hinspiel | Rückspiel |
| ------------------- | ------ | -------------------- | -------- | --------- |
| Boavista Porto      | 5:3    | Académica de Coimbra | 2:2      | 3:1       |
| SC Salgueiros       | 05:11  | Benfica Lissabon     | 4:2      | 1:9       |
| Belenenses Lissabon | 1:1    | GD Estoril Praia     | 1:0      | 0:1       |
| UD Oliveirense      | 6:3    | Luso Beja            | 4:2      | 2:3       |
| SC Olhanense        | 7:2    | CF Unidos            | 3:2      | 4:0       |
| Vitória Setúbal     | 8:2    | Vitória Guimarães    | 1:0      | 7:2       |
| Sporting Lissabon   | 4:1    | FC Porto             | 0:0      | 4:1       |
| Atlético CP         | 7:4    | SL Elvas             | 2:3      | 5:1       |

### Entscheidungsspiel
|                     | Ergebnis |                  |
| ------------------- | -------- | ---------------- |
| Belenenses Lissabon | 2:1      | GD Estoril Praia |

## Viertelfinale
|                   | Gesamt |                     | Hinspiel | Rückspiel |
| ----------------- | ------ | ------------------- | -------- | --------- |
| SC Olhanense      | 7:1    | Atlético CP         | 5:0      | 2:1       |
| Sporting Lissabon | 12:20  | UD Oliveirense      | 8:1      | 4:1       |
| Vitória Setúbal   | 4:2    | Boavista Porto      | 3:0      | 1:2       |
| Benfica Lissabon  | 11:60  | Belenenses Lissabon | 7:1      | 4:5       |

## Halbfinale
|                   | Gesamt |                  | Hinspiel | Rückspiel |
| ----------------- | ------ | ---------------- | -------- | --------- |
| Sporting Lissabon | 4:4    | Benfica Lissabon | 1:2      | 3:2       |
| SC Olhanense      | 3:2    | Vitória Setúbal  | 0:2      | 3:0       |

### Entscheidungsspiel
|                   | Ergebnis |                  |
| ----------------- | -------- | ---------------- |
| Sporting Lissabon | 1:0      | Benfica Lissabon |

## Finale
| Paarung           | Sporting Lissabon – SC Olhanense |
| Ergebnis          | 1:0 (0:0) |
| Datum             | 1. Juli 1945 |
| Stadion           | Estádio José Manuel Soares, Lissabon |
| Schiedsrichter    | Domingos Miranda |
| Tore              | 1:0 Jesus Correia (86.) |
| Sporting Lissabon | João Azevedo – Álvaro Cardoso, Octávio Barrosa – João Nogueira, António Lourenço, Veríssimo Alves, Manuel Marques – Albano Pereira, Jesus Correia, João Cruz, Armando Ferreira Cheftrainer: Cândido de Oliveira |
| SC Olhanense      | José Albraão – João Nunes, Santos, António Rodrigues – Joaquim Paulo, Grazina, Guilherme Loulé, Moreira – Fernando Cabrita, Salvador dos Santos, Francisco Palmeiro Cheftrainer: Cassiano                       |